# Jules Calame
Pour les articles homonymes, voir Calame (homonymie).
Jules Calame (né le 20 janvier 1852 à La Chaux-de-Fonds et décédé le 10 août 1912 à Bad Nauheim) était un homme politique libéral du canton de Neuchâtel en Suisse. 

## Biographie
Il a étudié les sciences humaines à Neuchâtel et a fréquenté l'école de commerce de Mulhouse. Il a repris l'usine horlogère de son père, mais à partir de 1891, il n'a effectué que des tâches publiques. Il a occupé les mandats politiques suivants :
- 1888–1891 et 1903–1912 : Conseiller général (législatif) à La Chaux-de-Fonds.
- 1889-1912 : Député au Grand Conseil du canton de Neuchâtel.
- 1895-1912 : Conseiller national, membre de la Commission des finances.

Jules Calame a apporté d'importantes contributions à la conclusion de traités de commerce.